# Synchlora independens
Synchlora independens är en fjärilsart som beskrevs av Louis Beethoven Prout 1916. Synchlora independens ingår i släktet Synchlora och familjen mätare. Inga underarter finns listade i Catalogue of Life.